# Nebraska (album van Bruce Springsteen)
Nebraska is het zesde studioalbum van de Amerikaanse zanger, gitarist, liedschrijver en producer Bruce Springsteen. Dit is zijn eerste album dat vrijwel volledig akoestisch is en waar hij zelf alle instrumenten bespeelt.

## Album
Bruce Springsteen had veel succes met zijn dubbelalbum The River uit 1980 en de singles Hungry Heart en The River, die beide in de top tien kwamen. Hij besloot echter om niet verder te gaan op de ingeslagen weg, maar koos eerst voor een andere muzikale richting. Dat was een gewaagde stap, omdat hij met rockmuziek was doorgebroken bij het grote publiek.
Springsteen had nieuwe liedjes geschreven, die hij wilde opnemen met zijn begeleidingsband the E Street Band. Het bleek echter dat deze liedjes beter tot hun recht kwamen in een eenvoudige, akoestische setting. Er werden onder meer mondharmonica, mandoline, orgel en synthesizer aan toegevoegd. De rocksong Open all night is het enige nummer waarop Bruce een elektrische gitaar bespeelt. De teksten gaan veelal over mensen aan de zelfkant van de samenleving. Alle nummers zijn door Bruce Springsteen zelf geschreven.

## Tracklist

### Kant één
1. Nebraska – 4:25
2. Atlantic city – 3:50
3. Mansion on the hill - 4:00
4. Johnny 99 – 3:40
5. Highway patrolman – 5:40
6. State trooper - 3:09

### Kant twee
1. Used cars – 3:04
2. Open all night – 2:51
3. My father’s house – 5:35
4. Reason to believe – 4:05

## Productie
Dit album is geproduceerd door Bruce Springsteen, die voor deze opnames een 4-sporen cassetterecorder liet installeren in zijn huis in Colts Neck, New Jersey. Later zijn de nummers nog aangepast voor de definitieve productie en zijn er akoestische instrumenten aan toegevoegd. Aan de opnames is meegewerkt door:
- Geluidstechniek en opnames  – Mike Batton
- Mastering – Dennis King (met Bob Ludwig en Steven Marcussen)
- Hoesontwerp  – Andrea Klein
- Fotografie -  David Michael Kennedy

Het album is uitgebracht door Columbia Records (VS en Canada) en CBS (Europa en Australië). De plaat is eerst verschenen als LP (vinyl) en sinds 1985 ook op Compact Disc.

## Waardering
De Amerikaanse site AllMusic waardeerde dit album met vijf sterren (het maximaal aantal).
Recensent William Ruhlman schreef over dit album: Nebraska was one of the most challenging albums ever released by a major star on a major record label.
Nebraska heeft een hoge positie bereikt op diverse lijsten, onder meer:
- Bij de 500  Greatest Albums All Time (van het Amerikaanse tijdschrift Rolling Stone) staat Nebraska staat op # 226.
- Bij de 100 Best albums of the 80’s (Rolling Stone) staat Nebraska op # 43.
- In het jaaroverzicht van 1982 van OOR staat Nebraska op # 4.
- Bij de favoriete albums van de jaren ’80 (van OOR) staat Nebraska op # 77.

Sommige nummers op dit album zijn gecoverd door andere artiesten, waaronder: 
- Johnny Cash heeft de nummers Johnny 99 en Highway patrolman gecoverd. Beide nummers staan op zijn album Johnny 99 uit 1983.
- Johnny 99 is ook gecoverd door John Hiatt.
- Atlantic City is gecoverd door the Band (1993) en Ed Sheeran (2014).
- Mansion on the hill is gecoverd door Emmylou Harris (1992) en the National (2007).
- Nebraska en State Trooper zijn gecoverd door Steve Earle.
- Diverse artiesten hebben meegewerkt aan het coveralbum Badlands: a tribute to Bruce Springsteen’s Nebraska .Een deel van de opbrengsten ging naar Artsen Zonder Grenzen. Deelnemers waren o.a. Chrissie Hynde, Hank Williams III, Los Lobos, Johnny Cash en Ben Harper.

In de volgende landen bereikte dit album de hitlijsten:
| land             | piek |
| ---------------- | ---- |
| Zweden           | 2    |
| Canada           | 3    |
| Groot-Brittannië | 3    |
| Nieuw-Zeeland    | 3    |
| Noorwegen        | 3    |
| Verenigde Staten | 3    |
| Nederland        | 7    |
| Australië        | 8    |
| Japan            | 10   |
| Frankrijk        | 18   |
| Duitsland        | 37   |

E Street Band: Bruce Springsteen · Roy Bittan · Nils Lofgren · Patti Scialfa · Garry Tallent · Steven Van Zandt · Max Weinberg
Jake Clemons · Charles Giordano · Soozie Tyrell
Voormalige leden: Ernest Carter · Clarence Clemons · Danny Federici · Vini Lopez · David Sancious
Voormalige tourmuzikanten:
Everett Bradley · Barry Danielian · Clark Gayton · Curtis King · Suki Lahav · Ed Manion · The Miami Horns · Cindy Mizelle · Michelle Moore · Tom Morello · Curt Ramm · Jay Weinberg